# Сел Сен Сир
Сел Сен Сир (фр. Celle-Saint-Cyr) је насеље и општина у источном делу централне Француске у региону Бургоња, у департману Јон која припада префектури Санс.
По подацима из 2011. године у општини је живело 813 становника, а густина насељености је износила 43,78 становника/km². Општина се простире на површини од 18,57 km². Налази се на средњој надморској висини од 130 метара (максималној 197 m, а минималној 83 m).

## Демографија
| 1962. | 1968. | 1975. | 1982. | 1990. | 1999. | 2011. |
| ----- | ----- | ----- | ----- | ----- | ----- | ----- |
| 558   | 586   | 592   | 623   | 682   | 793   | 813   |

График промене броја становника у току последњих година